# Municipio de Eden (condado de Marshall, Iowa)
El municipio de Eden (en inglés: Eden Township) es un municipio ubicado en el condado de Marshall en el estado estadounidense de Iowa. En el año 2010 tenía una población de 636 habitantes y una densidad poblacional de 6,85 personas por km².

## Geografía
El municipio de Eden se encuentra ubicado en las coordenadas 41°54′14″N 93°10′58″O / 41.90389, -93.18278. Según la Oficina del Censo de los Estados Unidos, el municipio tiene una superficie total de 92.89 km², de la cual 92,6 km² corresponden a tierra firme y (0,3 %) 0,28 km² es agua.

## Demografía
Según el censo de 2010, había 636 personas residiendo en el municipio de Eden. La densidad de población era de 6,85 hab./km². De los 636 habitantes, el municipio de Eden estaba compuesto por el 97,17 % blancos, el 0,16 % eran afroamericanos, el 0,16 % eran amerindios, el 0,63 % eran asiáticos, el 0,94 % eran de otras razas y el 0,94 % eran de una mezcla de razas. Del total de la población el 1,1 % eran hispanos o latinos de cualquier raza.